# Al-Nasr SC (Kuwait)
Der al-Nasr SC, auch al-Naser Sporting Club genannt (arabisch نادي النصر الرياضي, DMG Nādī n-Naṣr ar-riyāḍī), ist ein kuwaitischer Fußballklub mit Sitz in Ardiya im Gouvernement al-Farwaniyya. Als Heimspielstätte wird das Ali Sabah al-Salem Stadium in al-Farwaniyya genutzt. Bislang gelang es der Mannschaft drei Mal die Meisterschaft in der zweitklassigen Kuwaiti Division One zu erreichen.

## Geschichte

### Gründung bis 1980er Jahre
Der Klub wurde am 13. Juni 1965 gegründet und die Fußballmannschaft spielte erst einmal unterklassig in der zweiten Liga. Ein erster Erfolg wurde in der Saison 1969/70 erreicht, wo die Mannschaft am Halbfinale des Emir Cup teilnehmen konnte. Dort scheiterte man jedoch mit 2:0 bei al-Yarmouk. Zur Saison 1978/79 stieg die Mannschaft dann in die erste Liga auf. Später wurden die Ligen wieder zusammengefasst, womit die Mannschaft keinen Abstieg befürchten musste, mit den Jahren wurden die Platzierungen jedoch immer schlechter und somit endete die Zeit im Oberhaus nach der Saison 1984/85, als zur Folgesaison die Ligen wieder geteilt wurden. In der Saison 1968/87 gelang aber schon wieder die Meisterschaft in der zweiten Liga und somit auch die schnelle Rückkehr in die Premier League. Hier platzierte sich die Mannschaft jedoch wieder nur auf den hinteren Plätzen. Nach der Spielzeit 1989/90 hätte sogar der Abstieg angestanden, welcher aber dadurch, dass zur Folgesaison die Ligen wieder zusammengefasst wurden, verhindert wurde.

### Hochzeiten in der Premier League
In der Saison 1991/92 wurde die Meisterschaft aufgrund des Zweiten Golfkriegs in zwei Gruppen ausgespielt. Al-Nasr wurde hier in die Gruppe B gesetzt und schloss mit 16 Punkten auf dem vierten Platz ab. Zur nächsten Saison gab es wieder eine zweite Liga, in die der Klub schließlich auch absteigen musste. In den folgenden Jahren gab es immer wieder Spielzeiten, in denen beide Ligen zusammengefasst wurden. In der Saison 1995/96 erreichte die Mannschaft am Ende sogar mit 22 Punkten den vierten Platz, was für die Teilnahme an den nationalen Meisterschaft-Play-offs qualifizierte. Dort ging der Klub jedoch regelrecht unter und belegte mit vier Punkten relativ abgeschlagen den letzten Platz. In den folgenden Jahren spielte die Mannschaft stets vorne mit und platzierte sich fast immer unter den besten drei Mannschaften des Landes. In den Meisterschaftsendrunden hatte der Klub jedoch nie eine Chance.

### Heutige Zeit
Nach der Saison 1999/2000 wurden die Mannschaften in der Liga wieder reduziert, bedingt durch den zweiten Platz in der verkürzten Meisterschaftsrunde der zweiten Liga gelang es dem Klub jedoch die Klasse zu halten. Oben mitspielen konnte die Mannschaft nun schon lange nicht mehr und so stand, nach einem Relegationsspiel gegen Khaitan am Ende der Spielzeit 2002/03, welches mit 1:3 verloren wurde, auch nach langer Zeit wieder eigentlich der Abstieg in die zweite Liga an. Jedoch wurden zur Folgesaison ein weiteres Mal die Ligen in einer Tabelle ausgespielt und somit durfte der Klub in der Liga verblieben. Die Saison 2003/04 wurde jedoch trotzdem mit lediglich acht Punkten nur auf dem 14. und damit letzten Platz abgeschlossen. Zwar lief es in der darauffolgenden Spielzeit wieder besser, nach dem zur Saison 2006/07 die zweite Liga wieder eingeführt wurde, reichte der 10. Platz am Ende der Vorsaison nicht um die Klasse weiter zu halten. Direkt in der nächsten Spielzeiten verließ die Mannschaft das Unterhaus mit der Meisterschaft jedoch sofort und kehrte in das Oberhaus zurück. Dort ist die Mannschaft auch noch bis heute ununterbrochen vertreten. Größter Erfolg seitdem war der dritte Platz am Ende der Saison 2010/11, womit sich der Klub für die Gruppenphase des AFC Cup 2011 qualifizierte. Hier wurden jedoch alle Spiele verloren und die Mannschaft ohne Punkte und mit einem Torverhältnis von 2:11 aus dem Wettbewerb.

## Persönlichkeiten

### Fußballspieler
- Tariq at-Ta'ib (* 1977)
- Rodrigo Vergilio (* 1983)
- Ahmad al-Azemi (* 1985)
- Ernest Barfo (* 1992)

### Fußballtrainer
- László Sárosi (2014–2016)

## Erfolge
- Meister der Kuwaiti Division One: 3
  - 1977/78, 1986/87 und 2006/07